# Ceolwald de Wessex
Ceolwald ou Ceolwold est un membre de la maison de Wessex ayant vécu au VIIe siècle.

## Biographie
Ceolwald n'est connu qu'à travers les généalogies royales qui retracent l'ascendance des rois du Wessex jusqu'à Cerdic, le fondateur semi-légendaire de ce royaume anglo-saxon, qui aurait vécu dans la première moitié du VIe siècle. Dans ces listes, Ceolwald figure systématiquement comme père de Cenred et grand-père d'Ine, roi du Wessex de 688 ou 689 à 726. En revanche, l'identité de son père varie selon les textes :
- dans la liste des rois du Wessex qui apparaît en introduction du manuscrit A de la Chronique anglo-saxonne, Ceolwald est le fils de Cuthwulf, fils de Cuthwine, fils de Ceawlin, le petit-fils de Cerdic[1] ;
- dans l'annale pour l'année 688 du même manuscrit, qui liste les ancêtres d'Ine, Ceolwald est le fils de Cuthwine, fils de Ceawlin[2] ;
- dans l'annale pour l'année 855 de ce même manuscrit, qui liste les ancêtres du roi Æthelwulf, Ceolwald est le fils de Cutha, fils de Cuthwine, fils de Ceawlin[3].

Dans sa biographie du roi Alfred le Grand, le moine gallois Asser, qui a pour source une copie perdue de la Chronique, reprend cette dernière version.
| Liste royale                               | Annale 688                      | Annale 855 Asser                        |
| ------------------------------------------ | ------------------------------- | --------------------------------------- |
| - Ceawlin - Cuthwine - Cuthwulf - Ceolwald | - Ceawlin - Cuthwine - Ceolwald | - Ceawlin - Cuthwine - Cutha - Ceolwald |

Cutha semble être une forme hypocoristique du nom Cuthwulf, mais cela laisse deux variantes de l'ascendance de Ceolwald, qui pourrait être soit le petit-fils, soit l'arrière-petit-fils de Ceawlin. Ce n'est qu'un exemple des nombreux problèmes que pose la généalogie des premières générations de la maison du Wessex, pour lesquelles les sources se contredisent fréquemment.